# Fekete Lajos (költő)
Fekete Lajos (Újnémet, 1900. augusztus 3. – Budapest, 1973. július 10.) magyar jogász, költő, újságíró.

## Élete
Fekete Lajos 1900-ban született a Szilágy vármegyei Újnémeten. Jogi tanulmányait a pesti egyetemen végezte. 1919-ben a Tanácsköztársaság idején a Vörös Hadsereg tisztjeként szolgált, Szolnoknál román fogságba esett, szabadulását követően pedig Jugoszláviában telepedett le. 1924-től Újvidéken tisztviselőként dolgozott, emellett a Délbácska című lap irodalmi rovatának szerkesztője volt. Publikált a Revü és a Napló című vajdasági magyar lapokban is, valamint a Vajdasági Írás című folyóirat rovatvezetője is volt. Kezdeti költészetére főként Ady Endre versei hatottak. Az 1920-as évek avantgárd költői közé tartozott. 1929 novemberében kiutasították Jugoszláviából, eztán visszatért Magyarországra és Budapestre költözött. Itt 1930-tól egészen 1961-es nyugdíjazásáig az Államtudományi Intézet, illetve annak jogutódja, az MTA Állam- és Jogtudományi Intézetének előadójaként, majd tudományos munkatársaként dolgozott.
1930 után számos lapnak volt munkatársa, publikált a Nyugatban, a Kelet Népében, a Budapesti Hírlapban és a Népszavában, írásai, versei megjelentek a kolozsvári Pásztortűz és az újvidéki Kalangya című lapokban, illetve szlovákiai folyóiratokban is. 1945 után közölte verseit a Csillag, a Kortárs, a Jelenkor, a Magyar Nemzet, az Élet és Irodalom és az Irodalmi Újság is. Munkásságát 1934-ben Baumgarten-jutalommal ismerték el. 1938-tól Érdligeten lakott, 1958-ban az Érdi Művelődési Tanács elnöke lett. 1973-ban hunyt el Budapesten. Érdi házában 1990-ben emlékszoba nyílt, amit tíz évvel később felszámoltak, az emléktárgyak pedig a Petőfi Irodalmi Múzeumba kerültek.

## Művei
- Béklyózott erők föltámadása (versek, Újvidék, 1926)
- Bilincses gyermekkor (versek, Újvidék, 1927)
- Szent grimasz (versek, Szabadka, 1929)
- Tengerzúgás (versek, Bp., 1931)
- Vassal és fohásszal (versek, Pécs, 1934)
- Delelőnap (válogatott versek, Bp., 1940)
- Szárnyaló idő (válogatott versek, Bp., 1963)
- A bújdosó visszanéz (önéletrajzi jegyzetek, Szabadka, 1971)